# Consonne nasale uvulaire voisée
La consonne nasale uvulaire voisée est un son consonantique assez peu fréquent dans les langues parlées. Le symbole dans l’alphabet phonétique international est [ɴ] et représente un N en petite capitale.

## Caractéristiques
Voici les caractéristiques de la consonne nasale uvulaire voisée.
- Son mode d'articulation est nasale, ce qui signifie qu'elle est produite en obstruant l’air du chenal vocal.
- Son point d'articulation est uvulaire, ce qui signifie qu'elle est articulée avec le dos de la langue (la dorsale) contre ou près de la luette.
- Sa phonation est voisée, ce qui signifie que les cordes vocales vibrent lors de l’articulation.
- C'est une consonne nasale, ce qui signifie que l’air peut s’échapper par le nez.
- C'est une consonne centrale, ce qui signifie qu’elle est produite en laissant l'air passer au-dessus du milieu de la langue, plutôt que par les côtés.
- Son mécanisme de courant d'air est égressif pulmonaire, ce qui signifie qu'elle est articulée en poussant l'air par les poumons et à travers le chenal vocatoire, plutôt que par la glotte ou la bouche.

## En français
Le français ne possède pas le son [ɴ].

## Dans les autres langues
En espagnol, le [ɴ] peut apparaître comme allophone de [n] en fin de mot.